# Franky Frans
Franky Frans, né le 27 février 1966 à Gand en Belgique, est un footballeur belge qui joue au poste de gardien de but. Il a arrêté sa carrière de footballeur professionnel en 2004.